# Sentier MacLehose

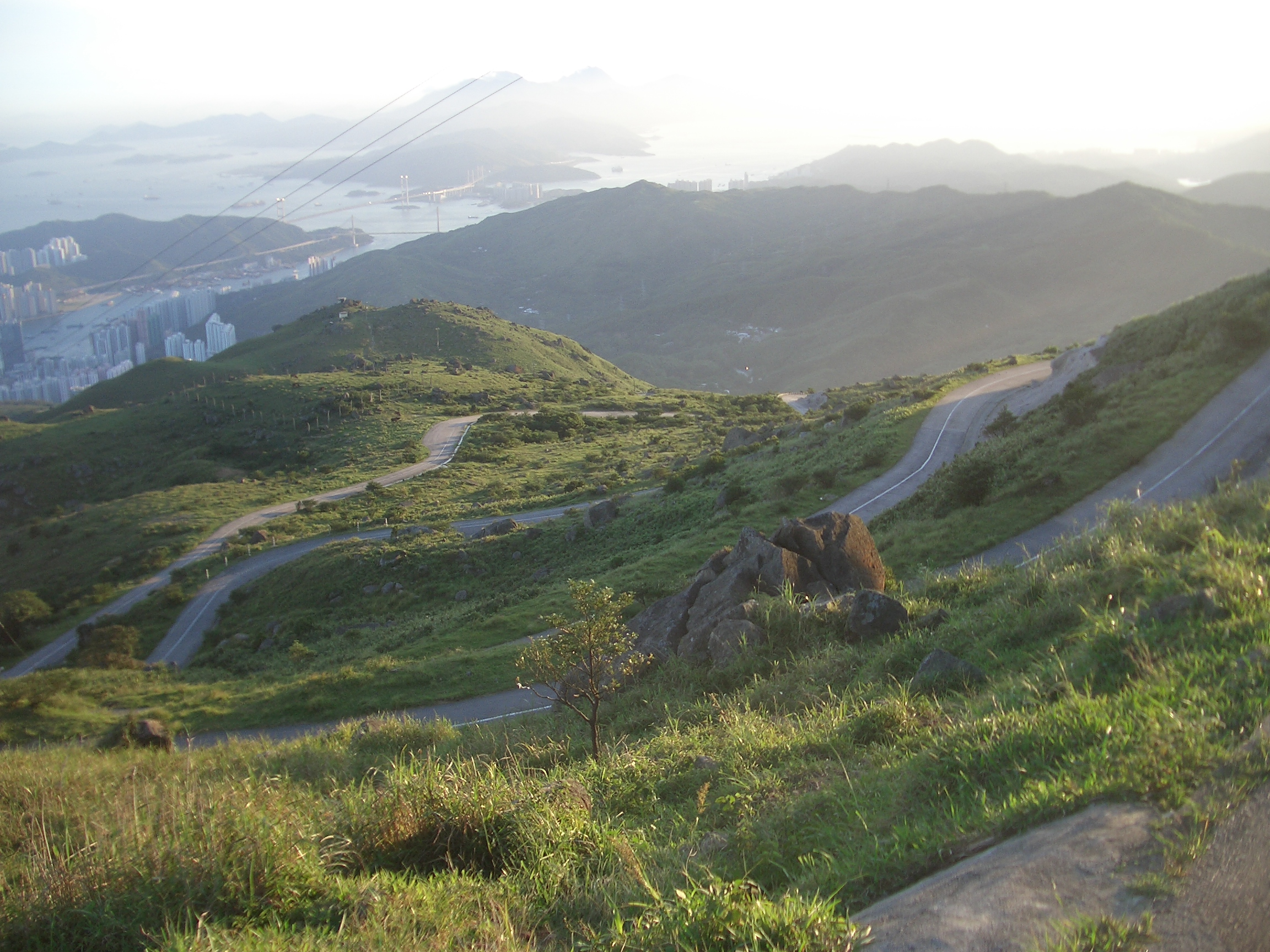
La Tai Mo Shan Road serpente en montant le long de la section 8 du sentier MacLehose.

Le Sentier MacLehose ou MacLehose Country Trail (chinois traditionnel : 麥理浩徑 ; cantonais Yale : mak⁶ lei⁵ hou⁶ ging³), inauguré le 26 octobre 1979, est un sentier de randonnée qui traverse une grande partie des Nouveaux Territoires, à partir de Pak Tam Chung, dans le district de Sai Kung, à l'est de Tuen Mun, dans la partie occidentale du territoire de Hong Kong.
La totalité du sentier fait 100 kilomètres de long et il est balisé à chaque intervalle de 500 mètres par des bornes. Il est nommé en l'honneur de Sir Murray MacLehose, gouverneur de Hong Kong, dont le mandat a été le plus long. Lui-même passionné de randonnée, il a établi les parcs ruraux. Le sentier passe à travers une variété de paysages naturels, y compris des plages et des montagnes.

## Description

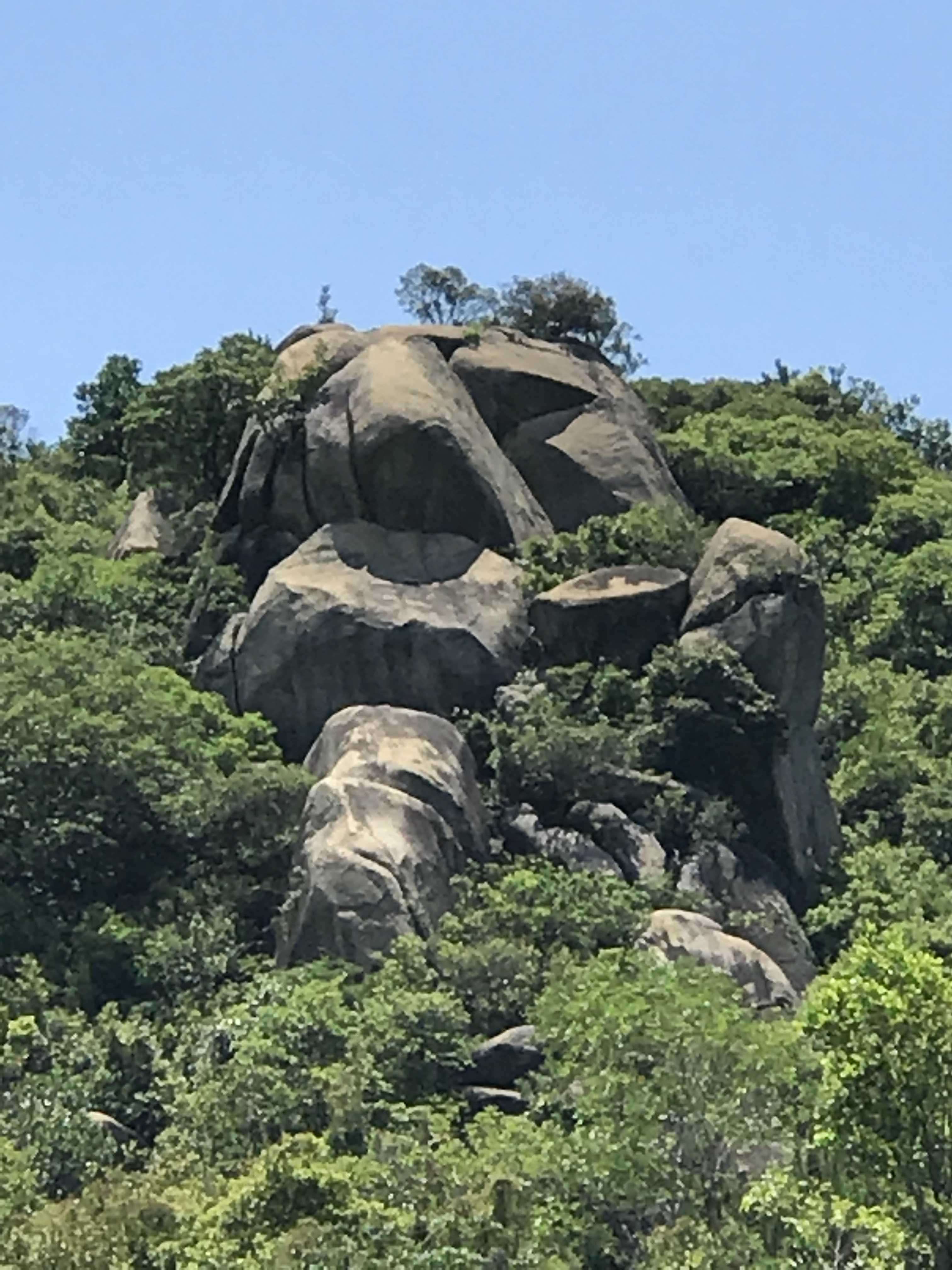
Le Sentier MacLehose Moai

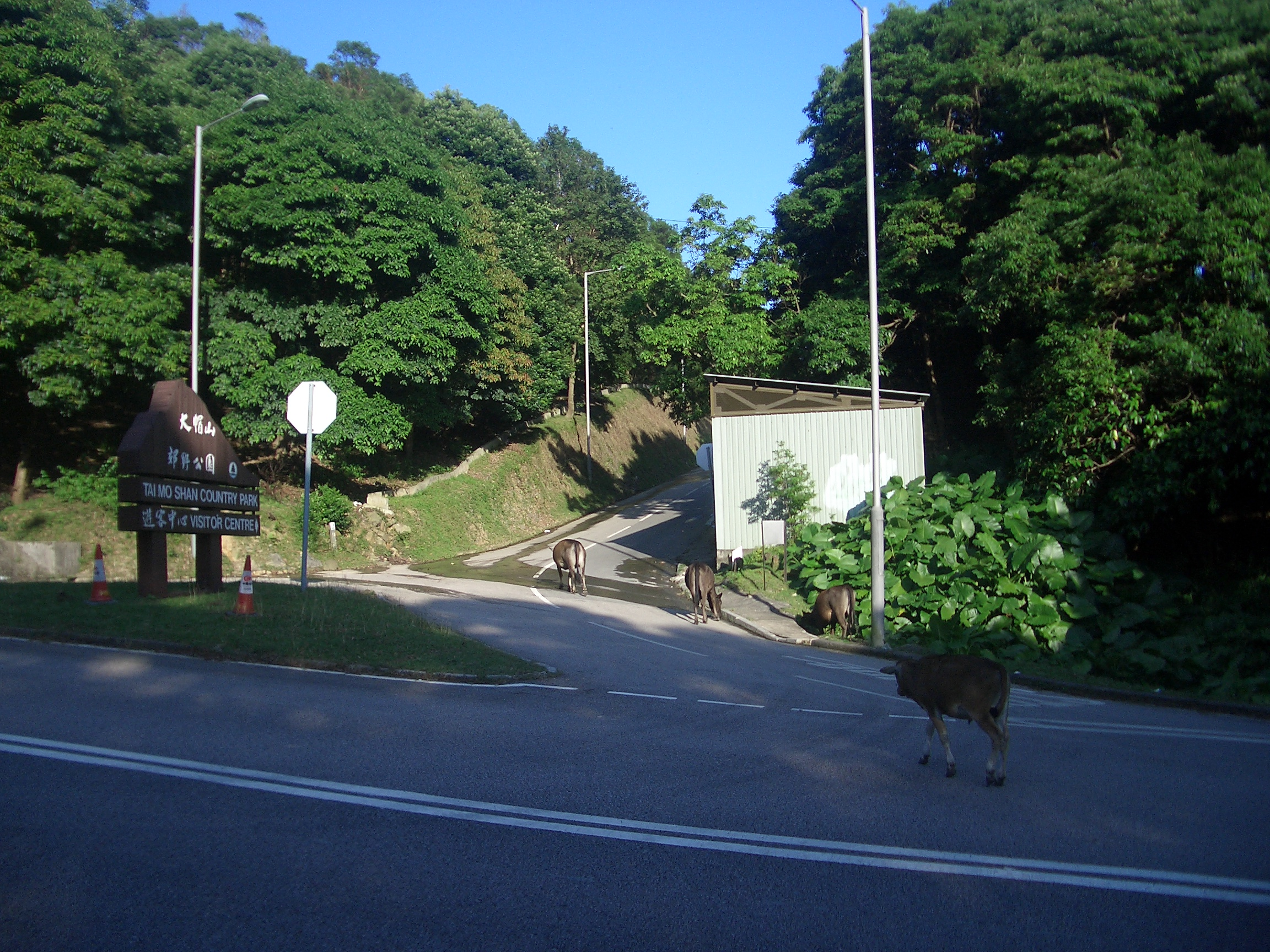
Sortie de la Route Tai Mo Shan (大帽山道) sur la Route Twisk, où la vieille section de l'étape 8 du sentier MacLehose, qui est situé entre la route Twisk et le parking à proximité du Tai Mo Shan, relie l'étape 9.

La région des Nouveaux Territoires, à travers lequel serpente le sentier MacLehose, couvre la majorité du territoire de la RAS. La côte est, où le sentier commence, offre un paysage profondément découpé et sauvage. Il traverse ensuite les montagnes centrales, qui incluent de nombreux sommets les plus élevés de Hong Kong. Quant à la côte ouest, où le sentier se termine, elle présente de nombreux réservoirs de vallées.

## Étapes
| Étape | Itinéraire                   | Longueur | Temps (h) | Difficulté |
| ----- | ---------------------------- | -------- | --------- | ---------- |
| 1     | Pak Tam Chung → Long Ke      | 10,6     | 3,0       | ♠          |
| 2     | Long Ke → Pak Tam Au         | 13,5     | 5,0       | ♠♠         |
| 3     | Pak Tam Au → Kei Ling Ha     | 10,2     | 4,0       | ♠♠♠        |
| 4     | Kei Ling Ha → Tai Lo Shan    | 12,7     | 5,0       | ♠♠♠        |
| 5     | Tai Lo Shan → Tai Po Road    | 10,6     | 3,0       | ♠♠         |
| 6     | Tai Po Road → Shing Mun      | 4,6      | 1,5       | ♠          |
| 7     | Shing Mun → Lead Mine Pass   | 6,2      | 2,5       | ♠♠         |
| 8     | Lead Mine Pass → Route Twisk | 9,7      | 4,0       | ♠♠         |
| 9     | Route Twisk → Tin Fu Tsai    | 6,3      | 2,5       | ♠          |
| 10    | Tin Fu Tsai → Tuen Mun       | 15,6     | 5,0       | ♠          |

♠ facile
♠♠ assez difficile
♠♠♠ très difficile
L'étape 1 débute sur sentier plat, avec une montée progressive sur le côté sud du Réservoir High Island, dans le parc rural de Sai Kung-Est (4,477 hectares). Le début est agréable puisque le sentier traverse les barrages d'autres réservoirs comme celui du Réservoir Tai Tum Tuik. Pour ce qui est des transports publics, bus et mini-bus sont disponibles.
La deuxième étape se situe sur les collines de la péninsule de Sai Kung-Est : « Le parcours du sentier débute à Long Ke, pour ensuite monter abruptement jusqu'au Mont Sai Wan. En grimpant jusque là, une vue majestueuse sur une côte superbe ainsi que vers le sommet conique du Pic Sharp au nord s'offre au(x) randonneur(s). En descendant vers Sai Wan, le sentier suit les plages jusqu'à Ham Tin, puis se dirige vers l'arrière-pays sur les collines côtières. Enfin, l'étape 2 longe quelques bras de mer peu profonds avant d'arriver à Pak Tam Au. »
Les roches près de Long Ke sont appelées « rhyolite », une fine roche volcanique formée à partir du refroidissement rapide de la lave. Les cristaux hexagonaux de rhyolite créent, sur une échelle beaucoup plus grande, des colonnes hexagonales de pierres, ce qui donne au littoral de Long Ke un aspect particulier où ces colonnes découpées brunes et grises de rhyolite se dressent partout.